# Muzzana del Turgnano
Muzzana del Turgnano (im furlanischen Dialekt: Muçane oder Muzane) ist eine nordostitalienische Gemeinde (comune) mit 2352 Einwohnern (Stand 31. Dezember 2023)  in der Region Friaul-Julisch Venetien. Die Gemeinde liegt etwa 29 Kilometer südsüdwestlich von Udine an der Laguna di Marano.

## Verkehr
Durch die Gemeinde führen die Strada Statale 14 della Venezia Giulia von Venedig zur slowenischen Grenze sowie die frühere Strada Statale 353 della Bassa Friulana nach Udine.

## Söhne und Töchter der Gemeinde
- Annibale Frossi (1911–1999), Fußballspieler und -trainer